# Empereur des Indes
Empereur des Indes (en persan بادشاہِ ھندوستان Bâdchâh-é Hindoustân, en hindoustani Kaisar-I-Hind, en anglais Emperor of India) est un titre porté par le dernier empereur moghol Muhammad Bahadur Shah et ravivé par les monarques britanniques durant la colonisation britannique de l'Inde. Ce titre est ainsi porté jusqu'en 1947 et l'indépendance de l'Inde.

## Histoire du titre

### Muhammad Bahadur Shah
La dynastie moghole, qui règne sur la majeure partie du sous-continent indien à partir du XVIe siècle, utilise le titre de Badishah signifiant « grand roi » ou « roi des rois », sans indication géographique.
Pendant la révolte de 1857, les rebelles s'emparent de Delhi et proclament Muhammad Bahadur Shah Badishah-e-Hind, empereur d'Inde. Les Britanniques écrasent la rébellion et exilent Bahadur Shah à Rangoon en 1858, mettant fin à la dynastie moghole.

### Monarques britanniques
Après la déposition de l'Empire moghol par la Compagnie anglaise des Indes orientales, la Compagnie est elle-même dissoute et l'Inde est intégrée à la Couronne britannique en 1858. Le 1er mai 1876, la reine Victoria prend le titre d'impératrice des Indes. Le nouveau titre est proclamé au durbar de Delhi en 1877. Le Premier ministre Benjamin Disraeli est généralement considéré comme l'inspirateur de la création du titre. Dans un premier temps, Victoria a envisagé le titre d'impératrice de Grande-Bretagne, d'Irlande et des Indes, mais Disraeli persuade la reine de limiter le titre impérial aux Indes afin d'éviter toute controverse.
Il y a plusieurs raisons à l'instauration de ce titre impérial. La fille de la reine Victoria, la princesse royale Victoria, devait devenir impératrice lors de l'accession au trône impérial allemand de son mari et il n'apparaissait pas souhaitable que la fille ait un titre supérieur à la mère, une « simple » reine. Par ailleurs, la suzeraineté du monarque britannique sur les différents princes indiens était considérée comme une justification au titre « Impératrice ».
À la mort de Victoria, son fils Édouard VII monte sur le trône et devient empereur des Indes. Le titre est porté par les monarques britanniques jusqu'à l'Indépendance de l'Inde le 15 août 1947 et n'est formellement abandonné que le 22 juin 1948 par George VI, bien que le monarque continue à être roi de l'Inde jusqu'en 1950.
En signant des documents pour des affaires indiennes, le roi-empereur utilisait les initiales R I. Lorsque le monarque était un homme, sa femme portait le titre de reine-impératrice. Les pièces de monnaie britannique et du Commonwealth incluaient fréquemment l'abréviation « Ind. Imp. », les pièces indiennes étant frappées du titre « Impératrice » puis « Roi Empereur ».

## Liste des empereurs des Indes (1876-1947)
| Portrait     | Nom                                           | Début                                                                         | Fin                                                              |
| ------------ | --------------------------------------------- | ----------------------------------------------------------------------------- | ---------------------------------------------------------------- |
| Victoria     | Victoria (24 mai 1819 – 22 janvier 1901)      | 28 avril 1876 proclamée en Grande-Bretagne 1er janvier 1877 proclamée en Inde | 22 janvier 1901                                                  |
| Édouard VII  | Édouard VII (9 novembre 1841 – 6 mai 1910)    | 22 janvier 1901                                                               | 6 mai 1910                                                       |
| George V     | George V (3 juin 1865 – 20 janvier 1936)      | 6 mai 1910                                                                    | 20 janvier 1936                                                  |
| Édouard VIII | Édouard VIII (23 juin 1894 – 28 mai 1972)     | 20 janvier 1936                                                               | 11 décembre 1936                                                 |
| George VI    | George VI (14 décembre 1895 – 6 février 1952) | 11 décembre 1936                                                              | 15 août 1947 indépendance de l'Inde 22 juin 1948 titre abandonné |